# Silja Kanerva
Silja Kanerva (* 28. Januar 1985 in San Diego, Vereinigte Staaten) ist eine ehemalige finnische Seglerin.

## Erfolge
Silja Kanerva nahm an den Olympischen Spielen 2012 in London mit Mikaela Wulff als Crewmitglied von Rudergängerin Silja Lehtinen in der Bootsklasse Elliott 6m teil. In der im Match Race ausgetragenen Regatta qualifizierte sich das finnische Boot als Fünfter der Gruppenphase für das Viertelfinale. Nach einem Sieg gegen das US-amerikanische Boot unterlagen die Finninnen Australien, setzten sich im abschließenden Duell um die Bronzemedaille aber gegen Russland durch. Im selben Jahr wurde sie in Göteborg in dieser Bootsklasse mit Lehtinen und Wulff Weltmeisterin.